# Lyduvėnai
Lyduvėnai is een plaats in het Litouwse district Kaunas. De plaats telt 125 inwoners (2001).